# Эфиопское нагорье
Эфио́пское (Абисси́нское) наго́рье — горная система на северо-востоке Африки в Эфиопии, Эритрее, и на севере Сомали. Нагорье образует самую большую непрерывную возвышенность на континенте, с небольшим количеством поверхности, опускающейся ниже 1500 м. Вершины достигают высот до 4550 м. Из-за её высоты и большой площади нагорье иногда называют Крышей Африки. Большая часть Эфиопского нагорья является частью центральной и северной Эфиопии, а её самая северная часть простирается до Эритреи.

## Характеристика
Средняя высота 2000—3000 м. Наивысшая точка — гора Рас-Дашен 4533 м, четвёртая по высоте в Африке. Нагорье иногда называют «Крыша Африки». Восточные и южные края нагорья — крутые уступы к глубокой долине. Западные — ступенчатые, изрезанные каньонами Голубого Нила и его притоками. Сейсмичность высокая.
Образовалось нагорье 75 млн лет назад. Нагорье состоит из гнейсов и кристаллических сланцев, выше которых залегают вулканические породы. Глубокими и узкими долинами нагорье расчленено на отдельные массивы — амбы.
Эфиопское нагорье имеет чёткую вертикальную протяжённость:
- До высоты 1700—1800 м — жаркий пояс колла: саванна и светлые леса
- На высоте 1800—2300 м — умеренный пояс война-дега (виноградное плато): заросли кустарников, акаций, высокогорные степи
- На высоте более 2300 м — прохладный пояс дега: преобладают горные луки

Климат на нагорье — разновидность муссонного.

## История
В южных частях Эфиопского нагорья когда-то располагалось королевство Каффа, средневековое древнее государство, откуда на Аравийский полуостров экспортировался кофе. Земля бывшего королевства гористая с лесными массивами. Земля очень плодородна, способна на три урожая в год. Термин «кофе» происходит от арабского qahwah (араб. قهوة‎) и восходит к названию королевства.

## Хозяйственное значение
Эфиопское нагорье (район Колла) — родина кофейного дерева, а также ряда сортов пшеницы и ржи. Полезные ископаемые: золото, платина, сера, медные, железные руды, бурый уголь, гипс, известняк.